# S. League 2017
Die S. League 2017 war die 22. Spielzeit der höchsten singapurischen Fußballliga seit ihrer Gründung im Jahr 1996. Die Saison begann am 26. Februar und endete am 18. November 2017. Titelverteidiger war Albirex Niigata.

## Modus
Die Vereine spielten ein Dreirundenturnier aus, womit sich insgesamt 24 Spiele pro Mannschaft ergaben. Aufgrund der ungeraden Mannschaftsanzahl pausierte pro Spieltag je eine Mannschaft. Es wurde nach der 3-Punkte-Regel gespielt (drei Punkte pro Sieg, ein Punkt pro Unentschieden). Die Tabelle wurde nach den folgenden Kriterien bestimmt:
1. Anzahl der erzielten Punkte
2. Tordifferenz aus allen Spielen
3. Anzahl Tore in allen Spielen

Am Ende der Saison qualifizierte sich die punktbeste teilnahmeberechtigte Mannschaft für die erste Qualifikationsrunde der AFC Champions League 2018. Der Drittplatzierte nahm an der Play-off-Runde des AFC Cup 2018 teil. Die beiden ausländischen Vereine, Albirex Niigata und Brunei DPMM, und die U-23-Mannschaft, Young Lions, waren nicht zur Teilnahme an den internationalen Wettbewerben der AFC zugelassen, sodass in einem solchen Fall die jeweils nachfolgende noch nicht qualifizierte in der Ligatabelle den Platz übernahm.
Einen Abstieg gibt es nicht.

## Teilnehmer
Wie auch in den vorherigen Spielzeiten gab es in der Saison 2016 keine zweite singapurische Liga und damit auch kein Ab- und Aufstieg. Die Zahl der teilnehmenden Mannschaften blieb daher bei 9.
| Verein                | Beheimatet in, Distrikt      | Stadion                         |
| --------------------- | ---------------------------- | ------------------------------- |
| Albirex Niigata       | Jurong East, South West      | Jurong East Stadium             |
| Balestier Khalsa      | Toa Payoh, Central           | Toa Payoh Stadium               |
| Brunei DPMM FC        | Bandar Seri Begawan (Brunei) | Sultan Hassanal Bolkiah Stadium |
| Geylang International | Bedok, South East            | Bedok Stadium                   |
| Home United           | Bishan, Central              | Bishan Stadium                  |
| Hougang United        | Hougang, North East          | Hougang Stadium                 |
| Tampines Rovers       | Tampines, North East         | Jurong West Stadium             |
| Warriors FC           | Choa Chu Kang, North West    | Choa Chu Kang Stadium           |
| Young Lions           | Kallang, South East          | Jalan Besar Stadium             |

## Personal
| Mannschaft                 | Trainer             | Mannschaftskapitän |
| -------------------------- | ------------------- | ------------------ |
| Albirex Niigata (Singapur) | Kazuaki Yoshinaga   | Kento Nagasaki     |
| Balestier Khalsa           | Marko Kraljević     | Zaiful Nizam       |
| Brunei DPMM FC             | Steve Kean          | Rosmin Kamis       |
| Geylang International      | Mohd Noor Ali       | Isa Halim          |
| Home United                | Aidil Sharin        | Hassan Sunny       |
| Hougang United             | Philippe Aw         | Nurhilmi Jasni     |
| Tampines Rovers            | Jürgen Raab         | Madhu Mohana       |
| Warriors FC                | Razif Onn           | Baihakki Khaizan   |
| Young Lions                | Vincent Subramaniam | Shahrin Saberin    |

## Ausländische Spieler
| Mannschaft                 | Spieler 1      | Spieler 1           | Spieler 1       | Prime League                 | Ehemalige Spieler                         |
| -------------------------- | -------------- | ------------------- | --------------- | ---------------------------- | ----------------------------------------- |
| Albirex Niigata (Singapur) |                |                     |                 |                              |                                           |
| Balestier Khalsa           | Kyaw Zayar Win | Nanda Lin Kyaw Chit | Aung Kyaw Naing |                              |                                           |
| Brunei DPMM FC             | Ramazotti      | Daúd Gazale         | Vincent Salas   |                              | François Marque Billy Mehmet Željko Savić |
| Geylang International      | Yūki Ichikawa  | Víctor Coto Ortega  | Ricardo Sendra  | Min Thi Ha                   |                                           |
| Home United                | Song Ui-young  | Sirina Camara       | Stipe Plazibat  | Marijan Šuto                 |                                           |
| Hougang United             | Fumiya Kogure  | Atsushi Shirota     | Pablo Rodriguez | Antonie Viterale             |                                           |
| Tampines Rovers            | Ryūtarō Megumi | Son Yong-chan       | Ivan Dzoni      | Raspreet Sandhu Diego Silvas | Louis Clark                               |
| Warriors FC                | Kento Fukuda   | Jordan Webb         | Andrei Ciolacu  | Clay Silvas                  | Joël Tshibamba                            |
| Young Lions                |                |                     |                 |                              |                                           |

## Abschlusstabelle
| Pl. | Verein                            | Sp. | S  | U | N  | Tore    | Diff. | Punkte |
| --- | --------------------------------- | --- | -- | - | -- | ------- | ----- | ------ |
| 1.  | Albirex Niigata (Singapur) (M, P) | 24  | 20 | 2 | 2  | 070:160 | +54   | 62     |
| 2.  | Tampines Rovers                   | 24  | 17 | 3 | 4  | 048:200 | +28   | 54     |
| 3.  | Home United                       | 24  | 15 | 5 | 4  | 058:260 | +32   | 50     |
| 4.  | Geylang International             | 24  | 11 | 3 | 10 | 032:370 | −5    | 36     |
| 5.  | Warriors FC                       | 24  | 9  | 7 | 8  | 033:360 | −3    | 34     |
| 6.  | Hougang United                    | 24  | 9  | 3 | 12 | 024:310 | −7    | 30     |
| 7.  | Balestier Khalsa                  | 24  | 5  | 4 | 15 | 017:330 | −16   | 19     |
| 8.  | Brunei DPMM FC                    | 24  | 5  | 2 | 17 | 030:610 | −31   | 17     |
| 9.  | Young Lions                       | 24  | 1  | 3 | 20 | 010:620 | −52   | 06     |

| Zum Saisonende 2017: Singapurischer Meister Teilnahme an der ersten Qualifikationsrunde zur AFC Champions League 2018 Teilnahme an der Play-off-Runde zum AFC Cup 2018 |

| Zum Saisonende 2016: |                                          |
| (M)                  | Amtierender Meister: Albirex Niigata     |
| (P)                  | Amtierender Pokalsieger: Albirex Niigata |

## Ausrüster und Sponsoren
| Mannschaft                 | Ausrüster | Sponsor            |
| -------------------------- | --------- | ------------------ |
| Albirex Niigata (Singapur) | Hummel    | Canon              |
| Balestier Khalsa           | Umbro     | Civic              |
| Brunei DPMM FC             | Lotto     |                    |
| Geylang International      | FBT       | Epson              |
| Home United                | Puma      | Lionco Investments |
| Hougang United             | Vonda     | Green Rubber       |
| Tampines Rovers            | Jako      | Nogle              |
| Warriors FC                | Joma      | Hong Seh Motors    |
| Young Lions                | Nike      | Shopee             |